# 電気療法

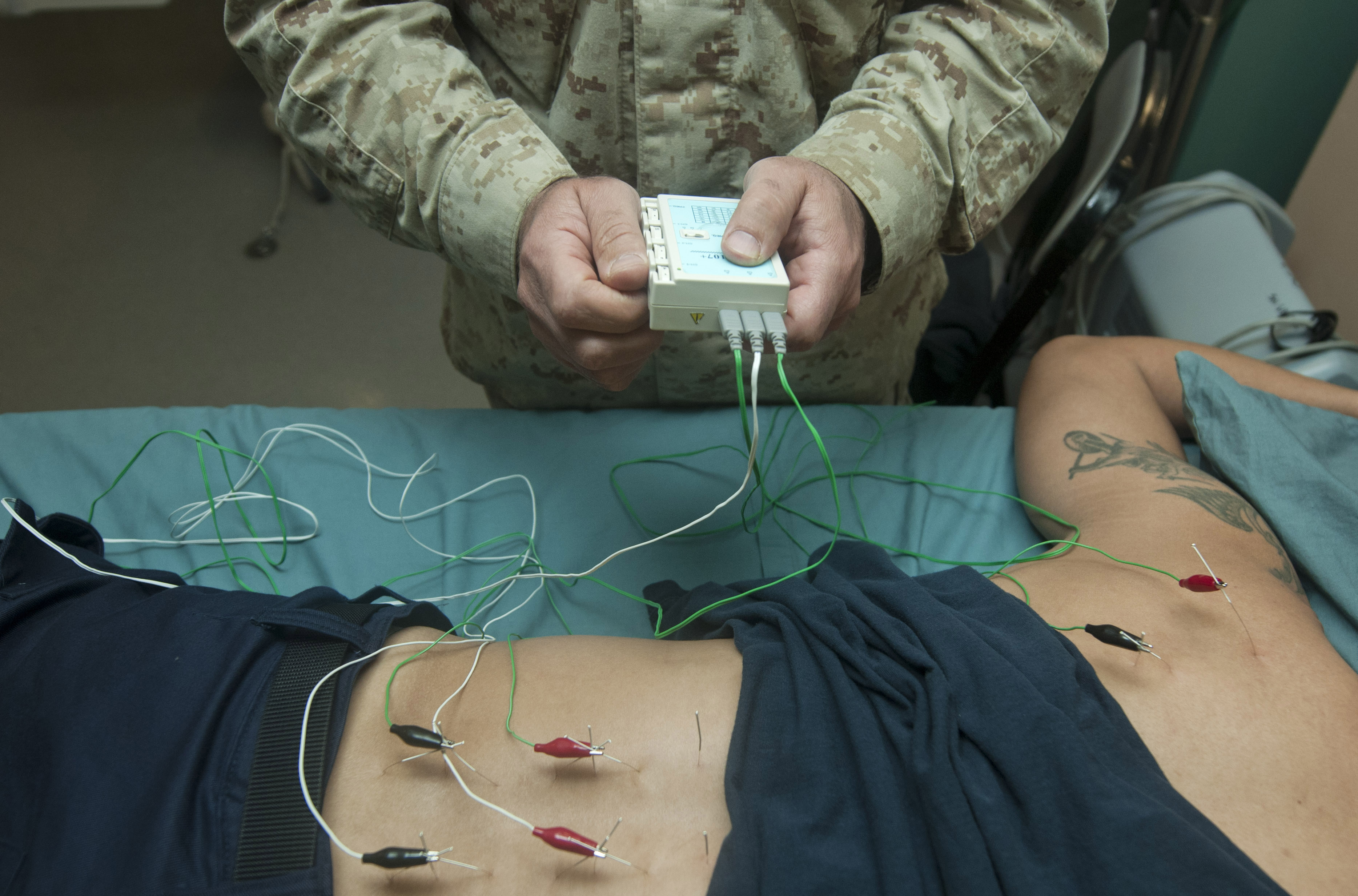
鍼に低周波を通電（筑波大学式低周波鍼通電療法）

電気療法（でんきりょうほう、electrotherapy）とは身体に理学療法の一環として、患部にそれぞれ適した電流を流すことである。

## 理学療法的に用いられている方法
さまざまな方法がある。電気を体に流すための導子コード(リンク先)と呼ばれる電極を皮膚に取り付けて用いる。

### 低周波療法
疼痛性疾患、麻痺性疾患などに用いられる。周波数1,000 Hz未満のパルス波電流を用いる。経皮的末梢神経電気刺激もこれに含まれる。

### 中周波療法
機能的電気刺激が治療的電気刺激知られているが、周波数1,000 Hz 以上のパルス波電流である。

### 干渉波療法
異なる2種類の中周波電流を同時に流すことで、振幅変調のような効果が生じて(干渉)を起こすことからこのように呼ばれる。オーストリアのハンス・ネメックが1947年に出願し、1952年に合衆国特許として認められた(特許番号 2,622,601)。

## その他の電気を使った医療
電気痙攣療法は精神疾患のために、頭部に電流を流すものであり、理学療法の範囲からは離れている。
過去にはエレキテルを使った治療が行われており、カンタリスですら効かなかった老人の尿失禁患者を治療できたという話や、脳卒中や瘧(三日熱)を治せるという話が、別の書籍からの引用の形で「ヱレキテル究理原」に載っている。